# 西险大塘
西险大塘，又名西大塘、西险塘、西海险塘、溪南大塘，位于浙江省杭州市余杭区与湖州市德清县境内，为东苕溪干流右岸大堤，相传为大禹所建，部分堤段最早可考建于东汉熹平二年（173年），为当时余杭县令陈浑所建立，是历代保护杭州市和杭嘉湖平原免受苕溪水患的防洪屏障。

## 建造背景

西险大塘示意图

西险大塘为东苕溪右岸大堤，东苕溪在杭州市余杭区瓶窑镇境内分南、中、北三条干流，苕溪上游的天目山为浙江暴雨的中心区域，上游三股洪水都汇集到余杭区瓶窑镇。瓶窑以上的苕溪河段属于山溪性河流，坡降高，水流快；而瓶窑一下则为平原地带，水流平缓；因此，瓶窑一带水流极易壅塞，产生洪涝灾害。为此，人们在苕溪上游建立了青山水库、里畈水库、水涛庄水库、四岭水库进行拦蓄，但这四座水库只能够拦蓄东苕溪半数的洪水，并不能完全解决下游的水患，因而西险大塘也成为了杭州防洪的最后一道屏障。
历史上，东苕溪本来是直接向东注入钱塘江河口区，但是由于钱塘江涌潮等原因导致下游排水不畅，最终其下游壅塞，只得向北至半山和大观山之间。汉代修建的溪南大塘（今西险大塘西段）又将东苕溪干流人为改道，东苕溪最终在今天余杭街道一带急折向北至湖州与西苕溪合流注入太湖。

## 历史

### 名字与起源
苕溪自古就修筑有堤防大塘，部分堤段历史悠久，明代陈善《南湖考》称，“大禹筑塘，名西海险塘”。但在正史中，《舆地志》记载，东汉熹平二年（173年），余杭县志陈浑修筑堤防并开辟了南湖分洪蓄水，《水经注》即称“县后溪南大堤即浑所立以防水也”。西险大塘在杭州城以西，为杭州及杭嘉湖平原西部屏障，故名为“西”。据《南湖水利论》记载，西险大塘虽然并不沿海，但“是苕溪之塘，险要厉害，并埒于海塘也”；历代志书多有记载，“西险大塘旧以险名，当三苕汇合之冲，左多高山，右皆平壤”，苕溪容易暴涨，在西险大塘汇集极易引发洪灾，因而大塘与大塘以东的杭嘉湖平原休戚相关，与海塘并为险要所处，故能称“险”。
明万历年间陈禹谟所撰《重筑瓦窑塘碑记》最早有“塘险”的说法，至清雍正七年（1729年），钱塘县知县李惺《化湾陡门闸议》中即称此处为“险塘”，光绪十三年（1887年），粮储道廖寿丰、邑绅丁丙在即言：“西大塘当三苕会合之中，形势尤其险要，故又称西险塘。”光绪十五年（1889年）将西险塘分段立石，西险一号为黄鄱塘，西险二号为烂泥湾塘，西险三号为化湾塘，西险四号为羊山塘，四塘总长约5公里；故可知当时的西险塘仅仅是苕溪大塘的一部分险要段落。约在清末民初，西险大塘各段落最终连成一线。再到民国三十七年（1948年），《浙江省水利建设汇刊》就称前人以钱塘江海塘为东险大塘，苕溪右岸大堤为西险大塘，这一说法由来已久。

### 前代修筑
自东汉陈浑修筑大塘后，唐宝历年间余杭县令归珧依照陈浑故迹疏浚南湖，修复堤防。南宋绍兴二年（1131年）三月，余杭县丞章籍在东苕溪干流上修筑龙光陡门。淳熙六年（1179年），钱塘县在苕溪各段修筑大塘和陡门，总共“十塘五闸”，十塘分别为黄鄱、烂泥湾、化湾、羊山、压沙、上林陵、中林陵、下林陵、唐家渡、大云寺湾，五闸则为化湾、甪窦、安溪、乌麻、奉口，这些名字都沿用至今。
明永乐年间，若溪水冲决化湾塘闸，淹没民田，中央政府派出户部尚书夏元吉、通政使赵岳到浙江监督修补大塘，历时三年告成。正统十年（1445年）大塘在此损毁，中央政府再次派遣工部侍郎周经来浙，花费仓米三千七百石，使用南关厂木三千株，最终将大塘修筑如故。嘉靖三十六年（1557年），地方政府对黄都等塘进行加固工程。万历三十六年（1608年）五月，化湾塘闸再度冲毁，时任钱塘县令聂心汤修复工程，先修复大塘，之后又修复了水闸。万历三十九年（1611年），余杭县对境内900丈长的险要地段进行加固工程，历时一年完成。
清雍正五年(1727年)，地方政府修建压沙塘58丈。民国35年（1946年）召开东若溪南北湖水利参事会，组织抢修西险大塘杭县段，修筑工作一直延续到次年二月，所用石材公开招标，土方则由当地发动11乡镇义务劳动获得。西险大塘虽是守卫杭州及杭嘉湖平原地区的重要屏障，但建筑水利及质量低下，因而屡建屡毁，经常出现险情并引发洪涝，自明永乐元年（1403年）至清光绪八年（1882年），西险大塘损毁共计14次。

### 1950-1970年代
1949年5月余杭县解放，7月新成立的余杭县人民政府就开始对西险大塘进行修复工作，使用土方7022立方米，抛石790立方米，打桩100余根，投资4480元人民币。此后，地方政府每年都对大塘进行保养修复工作。1951年7月苕溪流域发生洪涝，洪水冲毁大塘11处。当你冬季和1953年春季，余杭地方政府两次发动群众10473人上塘加固，1954年5-7月苕溪流域再度爆发洪涝灾害，其后两年余杭县人民政府都组织民众在枯水季节加固大塘，参与人数均达到万人以下，使用土方58.65万立方米，石方1560立方米，投资18.07万元。1963年9月，受12号台风暴雨影响，东苕溪北塘和中苕溪、北苕溪大堤决口共计302处。台风过后，余杭县政府组织2万人加固加高西险大塘。1964至1966年，余杭县政府连续三年组织13个建筑单位及沿线公社对9个险要段进行加固工作，政府投资计69.81万元。1977-1979年，余杭县政府依照浙江省水利厅意见，对西险大塘进行标准化建设，至1981年底，大塘顶部超过1963年洪水水位1-2米，并修建有配套沿线防汛用简易公路。

### 加固工程
1983、1984年，东苕溪连续两年爆发洪水，西险大塘均发生裂缝、渗漏、滑坡等险情。1984年，在青山水库拦截洪峰、南湖和北湖都投入分洪的情况下，西险大塘多处出现险情，总计大小滑坡29处、堤坝裂缝2处、漏洞137处、渗漏29处。事后，地方政府决定将西险大塘防洪水平提升至20年一遇标准，工程于1984年12月26日动工，直到1995年5月完成，同年12月通过验收，共投资2307万元。 1995年12月，西险大塘加固工程二期启动，至2001年8月完成，共加固堤防28.75千米，设计标准可应对百年一遇洪水。2019年8月15日，西险大塘达标加固工程项目启动，计划将西险大塘防洪标准从“100年一遇”提升到“200年一遇”，同时也提出将景观设计融入大塘中。
| 年代           | 年份      | 塘段或闸涵                                                  | 出险情况         |
| -------------- | --------- | ----------------------------------------------------------- | ---------------- |
| 明永乐年间     | 1403-1424 | 化湾闸                                                      | 损毁             |
| 明正统十年     | 1445      | 化湾闸，化湾塘                                              | 损毁             |
| 明景泰七年     | 1456      | 瓶窑地区大塘                                                | 损毁             |
| 明成化七年     | 1471      | 化湾塘                                                      | 决口             |
| 明万历三十六年 | 1608      | 化湾塘，南湖塘                                              | 损毁，漫溢并决口 |
| 明万历三十七年 | 1609      | 南湖诸塘                                                    | 决口             |
| 清康熙五十五年 | 1716      | 安溪闸                                                      | 损毁             |
| 清乾隆四十年   | 1775      | 大云湾塘                                                    | 大规模溃堤       |
| 清嘉庆十六年   | 1811      | 羊山塘                                                      | 损毁             |
| 清道光三年     | 1823      | 唐家塘                                                      | 被冲毁           |
| 清道光八年     | 1828      | 压沙塘，大云湾塘                                            | 溃堤             |
| 清道光二十九年 | 1849      | 大云湾塘，化湾塘，安溪闸                                    | 大规模损毁       |
| 清道光三十年   | 1850      | 烂泥湾塘，化湾搪，羊山塘，龙岗塘，下陵 林塘，唐家塘，安溪闸 | 被冲毁           |
| 清光绪八年     | 1882      | 化湾塘，羊山塘，龙糠塘                                      | 被冲毁           |
| 民国十一年     | 1922      | 沿苕溪沿线各塘                                              | 全面冲毁         |
| 中华人民共和国 | 1956      | 余杭南湖龙舌嘴                                              | 冲开缺口20米     |
| 中华人民共和国 | 1984      | 大涧塘                                                      | 塌坡             |
| 中华人民共和国 | 1996      | 乌龙涧                                                      | 塌坡             |

## 建筑设计

德清段境内东苕溪右岸西险大塘，为保障西险大塘安全，规定左岸大塘高度需要较西险大塘低1米。

西险大塘是东苕溪干流东大堤上段，为治理太湖流域防洪的骨干工程之一，自杭州余杭区余杭街道石门桥南湖进水闸开始，到湖州德清县乾元镇（原德清城关）德清大闸为止，全长45千米，直接保护杭州市和右岸杭嘉湖广大平原地区免受洪水侵害。西险大塘历史久远，但受制于工程财力物力，虽然在1949年以来历经多次整治，但防御能力一直不高。在上世纪八九十年代加固后，大塘的防御能力有显著提升。

### 施工工艺
西险大塘基底主要由粉质黏土、黏质粉土、淤泥质土等构成，堤身则由粘性杂填土建筑而成，历史悠久，在加固工程前存在诸多隐患。例如，堤基未经处理，土埂存在树干杂物，腐蚀后形成空洞；大堤堤身则为人工堆砌而成，没有经过碾压，堤质疏松；存在较多白蚁巢穴等动物洞穴等问题。
二期加固工程中，西线大塘根据不同地质条件设计了套井回填、高压喷射灌浆、振动沉模、斜墙四种防渗加固手段：套井回填是通过冲抓式大井机造井，然后在井中回填防渗透的土料，通过井之间首尾套接形成反渗透墙体，套井深度一般为堤后地面下2米，有效厚度为85厘米，同时打井也使得套井外围20-30里面土壤得到压实，也起到防渗透作用；高压喷射灌浆主要用于堤顶存在高压线或、堤内存在仍在使用涵管、套井施工漏水严重、堤身夹有含砂土层等情况，其主要通过钻孔将输送浆液的注浆管喷嘴运至预定位置，使用高压水管或泥泵喷射浆液冲击土体从而重建混合加固土体形成防渗墙体，西险大塘计划中使用此技术修筑2.5万立方米防渗墙体；振动沉模反渗板墙为新技术，主要通过打桩机将空心模具打入地下，再灌入浆液材料，最后将模具振动拔出，留下浆液形成致密墙体，西险大塘中有4万立方米堤体使用此技术；黏土斜墙用于西线大塘延伸段南湖东围堤的反渗和加固，堤基使用浅井开挖回填粘性土，墙面设草皮护坡保护。

### 百米巡塘
西险大塘是浙江省重点防洪区域，历史悠久且初始建筑工艺较原始，虽然历经多次加固工程，但仍难以完全防备洪水。西险大塘所在的土质较差，有些地段深层为淤泥等湿度较大的土壤，同时许多堤防紧池塘，极易形成管涌，瓶窑以上段堤顶与田面有4米左右高差较大，苕溪高水位长时间浸泡下极易产生隐患。同时，西险大塘的堤身标准也存在不足，虽然曾以百年一遇标准设计建造成为2级堤防，但国家新规定的百年一遇标准要求建设成为1级堤防，现行的堤顶宽度、堤身断面等指标没有达标。2000年，浙江省防汛防旱指挥部要求西险大塘在东苕溪瓶窑段水位达到5.66米警戒水位时实行“百米巡塘”制度，预防大堤隐患，确保防洪安全。西险大塘总共长达45公里，百米巡塘则要有400多人进行巡塘，必然需要水利部门和沿线的乡镇进行协调培训。每年地方水利部门会同沿线镇街会组织所有巡塘人员开展专项培训，学习巡塘工具、巡查内容、检查方法、信息报送方式等巡塘基础知识。巡塘队员24小时不间断巡塘，以守卫汛期大塘安全。

### 主要闸涵
东苕溪水闸最早可见于东汉陈浑所建立的西涵陡门，到宋代则有“十塘五闸”的说法，五闸均为八字型条石干砌闸门，方木闸板。1949年以后，政府又对故有闸涵进行加固改造，至2010年东苕溪现有水闸5座，其中化湾、安溪、奉口均为旧有水闸改建而成，上牵机船闸和新余杭闸则为新建。
余杭闸，位于余杭街道通济桥上游，1966年建成，为4x4米引水闸，闸底高程1米，闸顶高程11.23米，下通余杭塘河上游南渠河，与文昌阁船闸配套使用，主要用于引东苕溪水作余杭街道饮用水和仓前镇的农业用水。1998年改建，在闸前新建箱涵与老闸相连。
化湾闸，位于瓶窑镇崇化村，沟通东苕溪和内河孔道，最早建于宋淳熙六年（1179年），但在历史上屡建屡毁，“灾及旁邑，死亡无算”。1956年，拆除重建。1972年，再次加固，将木质闸板改为钢筋混凝土闸门，但部分设施存在漏水的情况，一直没有修复。1990年，再次拆除重建，次年4月完工。重建后，闸孔净宽4米，底板高程1.1米，闸顶高程11.85米，可以从东苕溪引水至仓前、良渚、瓶窑等地的内河水道。
安溪闸，位于良渚街道杜城村（原安溪乡桥南村），沟通东苕溪和安溪前山港，最早建于宋淳熙六年（1179年），清康熙五十五年（1716年）损毁，光绪十七年（1892年）重建。1974年，改建木闸门为钢筋混凝土，但翼墙漏水且闸底过高，不利于引水。1991年拆除重建，次年3月完工。重建后，闸孔净宽4米，底板高程0.8米，闸顶高程11.1米，可以从东苕溪引水至良渚等地的内河水道。此外，由于奉口闸口径太小且存在漏水，在上游良渚街道纤石村（原安溪乡上牵埠村）建有船闸，沟通京杭运河与东苕溪水运。1988年，奉口闸改建为符祥水厂的取水口。
| 分段塘号 | 起始桩号 | 起始桩号 | 闸、涵名称             | 闸、涵桩号 |
| -------- | -------- | -------- | ---------------------- | ---------- |
| 石门桥塘 | 0+000    | 0+175    | 石门桥涵洞             | 0+175      |
| 瓦窑塘   | 0+500    | 2+700    | 瓦窑塘涵洞             | 1+000      |
| 凤仪塘   | 3+000    | 4+500    | 余杭闸                 | 2+700      |
| 土桥塘   | 6+000    | 6+320    | 长松涵洞               | 5+760      |
| 九连池塘 | 7+000    | 7+800    | 钱家埠涵洞             | 7+280      |
| 应家塘   | 9+400    | 10+000   | 宇家涵洞               | 8+606      |
| 庙湾塘   | 11+000   | 11+500   | 应家涵洞               | 9+380      |
| 高池塘   | 11+600   | 12+000   | 高岗涵洞               | 10+610     |
| 斤线潭塘 | 12+850   | 13+050   | 庙湾涵洞               | 11+550     |
| 黄鄱塘   | 13+500   | 14+100   | 何家陡门涵洞           | 11+950     |
| 烂泥湾塘 | 15+400   | 16+000   | 北云涧涵洞             | 12+620     |
| 化湾塘   | 16+200   | 16+800   | 半夜㘰涵洞             | 13+550     |
| 楝树塘   | 16+800   | 17+500   | 化湾闸                 | 16+200     |
| 羊山塘   | 17+500   | 18+200   | 隋塘湾涵洞             | 20+680     |
| 压沙塘   | 20+100   | 21+000   | 黄泥口涵洞             | 21+834     |
| 上林陵塘 | 21+600   | 23+150   | 安溪闸                 | 24+400     |
| 中林陵塘 | 23+150   | 24+400   | 五马陡门涵洞           | 25+890     |
| 下林陵塘 | 26+500   | 27+900   | 石头塘涵洞             | 27+060     |
| 大云湾塘 | 30+600   | 32+150   | 唐家陡门涵洞           | 27+700     |
| 龙糠塘   | 32+150   | 33+000   | 上纤埠闸（上牵机船闸） | 30+600     |
| 松树塘   | 34+000   | 35+000   | 奉口闸                 | 32+150     |
| 三官塘   | 35+000   | 38+984   |                        |            |

## 险塘踏青庙会
每年清明节，西险大塘德清县乾元镇卫星村段都会举办巡塘庙会。相传在南宋时期，乾元镇的龙舟在比赛中失事侧翻，二十多人落水，当时一名唤作戴阿大（本名戴继元）的青年奋不顾身，舍命救人，将20多人救上岸边但自己殒身水中，乾元百姓为了铭记这位义勇的戴阿大，便在戴家巷口西险大塘边建庙以祭祀这名青年。后来，民众又把唐代当地县令柳察躬（柳宗元祖父）和另一名见义勇为的青年——叶侯，一齐祭祀在庙中。乾元镇居民每年都会举办险塘踏青庙会，这场庙会既纪念了本地的先烈忠勇，又起到了巡视堤防的作用，为汛期到来做好准备。庙会期间，当地民众会抬举戴阿大老爷及红绿老爷的神像在西险大塘上一直游行到余杭交界，巡游长度有4千米长，巡游中还有舞狮表演。